# Glyceria melicaria
Glyceria melicaria là một loài thực vật có hoa trong họ Hòa thảo. Loài này được (Michx.) F.T.Hubb. mô tả khoa học đầu tiên năm 1912.

## Hình ảnh

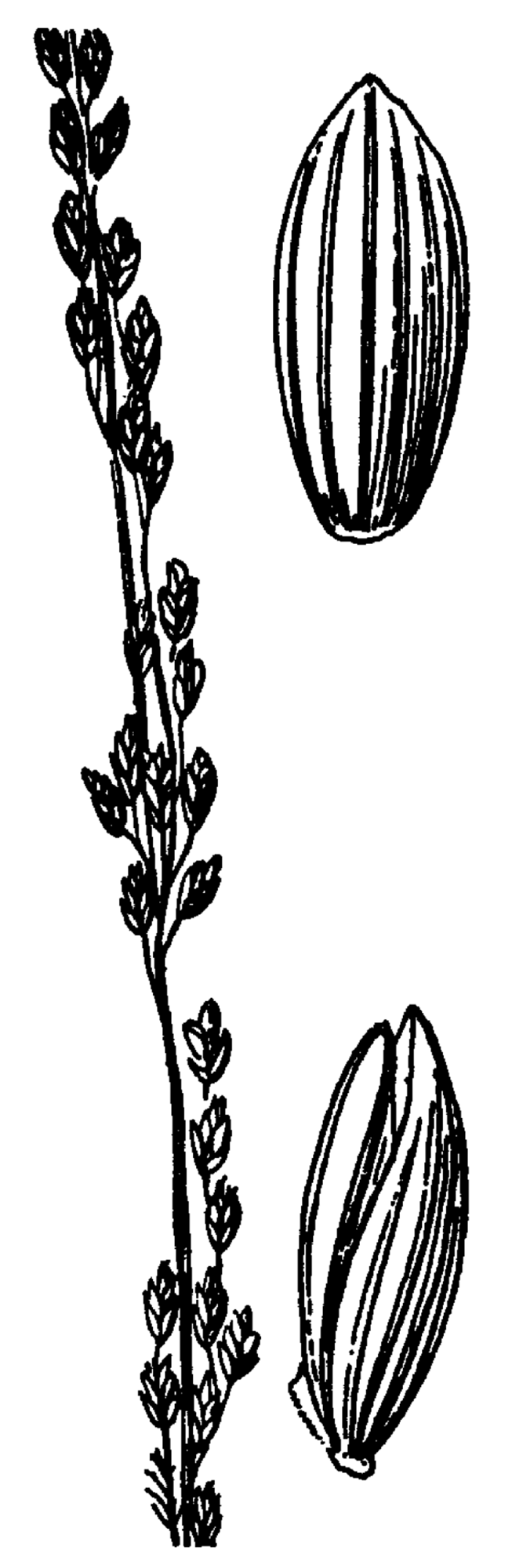